# Palatul Querini Benzon

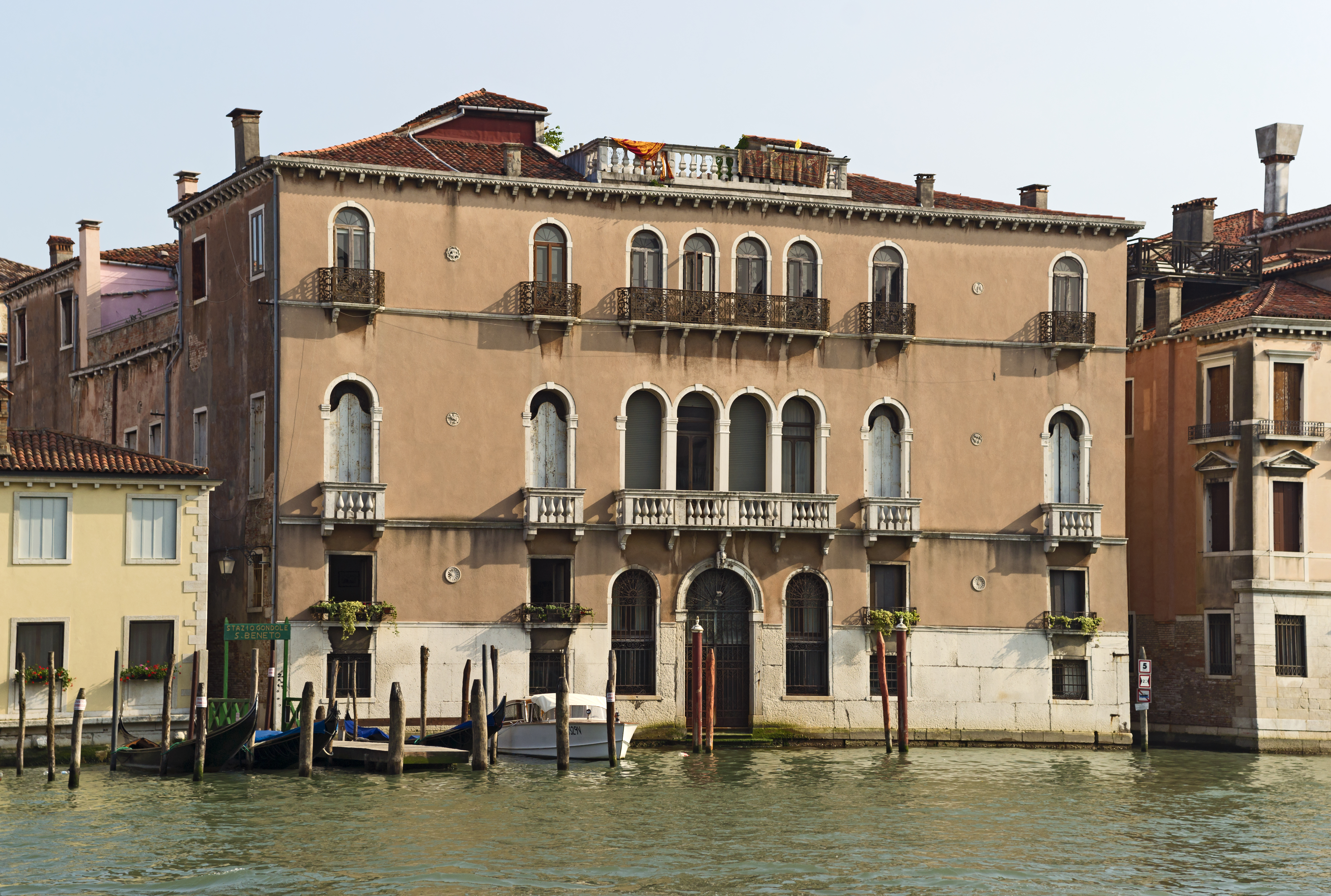
Palazzo Querini Benzon

Palatul Querini Benzon este un palat din Veneția, situat în sestiere San Marco, cu vedere la partea stângă a Canal Grande, între mica Casa De Sprit și Casa Tornielli (cunoscută, de asemenea, sub numele de Ca' Michiel), la confluența cu rio di Ca' Michiel. În fața sa se află Palatul Bernardo și Palatul Querini Dubois.

## Istoric
Construit în secolul al XVIII-lea, palatul a devenit celebru datorită nobilei Marina Querini (1757 - 1839), soția lui Pietro Giovanni Benzon, care, la rândul său, în perioada de la sfârșitul Republicii Venețiene (1797) și-a transformat reședința într-unul dintre cele mai renumite saloane literare ale Veneției, frecventat de mulți artiști importanți ai epocii.

## Arhitectură
Edificiu fără niciun merit arhitectural deosebit, palatul are un portal către apă cu scară, un etaj principal cu o deschidere cuadriforă arcuită flancată de două perechi de ferestre monofore, toate cu balcon, Al doilea etaj a fost adăugat în 1897, ca o imitație la scară redusă și mai puțin valoroasă a etajului principal. Deasupra cornișei, în poziție centrală, este o terasă cu balustradă. Întreaga fațadă este tencuită cu excepția parterului, care este din piatră, mai puțin mezaninul.